# Sunamganj Sadar
Sunamganj Sadar est une upazila du Bangladesh dans le district de Sunamganj. En 2011, on y dénombrait 279 019 habitants.